# Tim Staffel

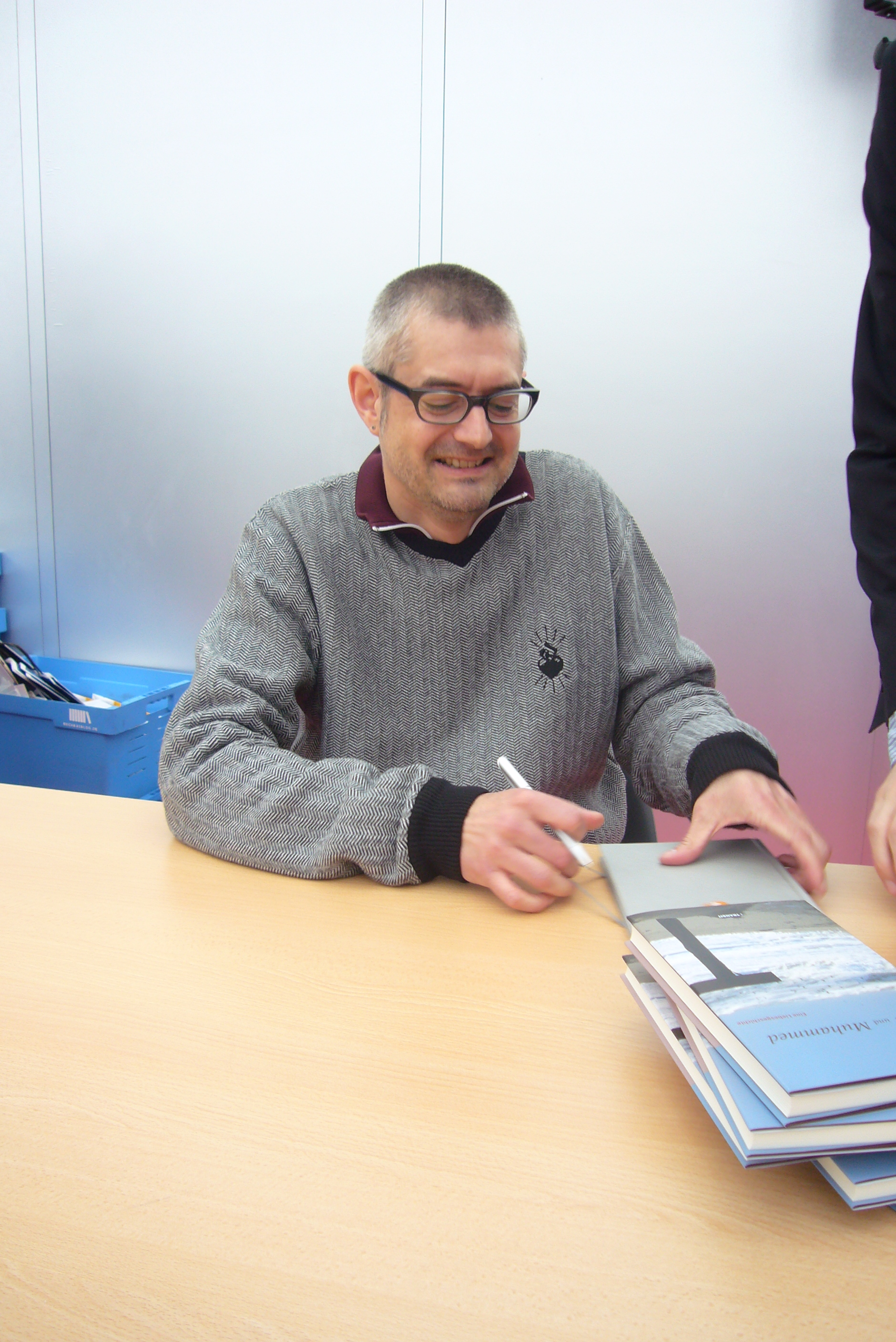
Tim Staffel (2008)

Tim Staffel (* 2. Oktober 1965 in Kassel) ist ein deutscher Schriftsteller und Hörspielregisseur. Er schreibt Hörspiele, Romane und Theaterstücke.

## Leben
Tim Staffel studierte in Gießen bei Andrzej Wirth bis 1991 Angewandte Theaterwissenschaften und lebt seit 1993 in Berlin. Seit dem Ende seines Studiums arbeitet er als freier Schriftsteller und Hörspielregisseur. Von 2017 bis 2019 war er Dozent für Szenische Künste an der Universität Hildesheim.
Sein Roman Terrordrom wurde im Erscheinungsjahr 1998 von Frank Castorf für die Volksbühne am Rosa-Luxemburg-Platz dramatisiert und inszeniert.
Sein Film „Westerland“ lief 2012 bei den 62. Internationale Berliner Filmfestspielen in der Reihe Perspektive Deutsches Kino und beim 48. Chicago International Filmfestival in der New Directors Competition.

## Auszeichnungen
- Alfred-Döblin-Stipendium (1996)
- Heinz-Dürr-Stiftungs-Professur Universität Hildesheim (2010)[1]
- Literatur-Stipendium des Deutschen Literaturfonds, Darmstadt (1993–1994, 2001 und 2020[3])

## Hörspiele
- Hüttenkäse, WDR 1999
- Hüttenkäse, WDR 1999
- Stopper, WDR 2000
- Ich sehe was, was du nicht siehst, WDR 2003
- Unter dem Tag, WDR 2004
- Mehrwert, WDR 2006
- Viva Kaszanka! (Der Mehrwert steigt), WDR 2008
- Der Jäger ist die Beute, WDR 2010[4]
- Das verlorene Paradies, WDR 2011
- Wellenreiter, WDR 2014
- Levins Abschied, WDR 2015
- Der Jockey, DLF 2015
- 39, WDR 2015[5]
- Sandräuber, RBB, NDR 2016
- Eine ziemlich weite Reise nach Europa, DLF; RBB; BR 2016
- Olympic Riot - Skateboarding in București, DLF 2017
- Die Wasserkrieger, Serie, WDR 2017
- Dope!, Serie, RBB 2019
- Unter Drohnen, WDR, 2021[6]

## Theaterstücke und Romane
- Stadt der Krieger, Rowohlt-Theater-Verlag, UA Theater Oberhausen, 1994
- Terrordrom, Roman, Amann-Verlag, Zürich 1998
- Heimweh, Roman, Volk und Welt, Berlin 2000
- Werther in New York, Rowohlt-Theater-Verlag, UA Staatstheater Karlsruhe 2000
- Hausarrest, Rowohlt-Theater-Verlag, UA Volksbühne-am-Rosa-Luxemburg-Platz, 2002
- Rauhfaser, Roman, Fischer-Verlag, 2002
- Alles Blau, Jugendtheaterstück, Rowohlt-Theater-Verlag, UA Landestheater Sachsen, Förderpreis Deutscher Bühnenverein, 2003
- Richard III., Rowohlt-Theater-Verlag, UA Theaterhaus Jena 2005  Next Level
- Next Level Parzival, Rowohlt-Theater-Verlag, UA Theater Basel – RuhrTriennale – Junges Theater Basel, 2007
- Jesús und Muhammed, Roman, Transit-Verlag, Berlin 2008
- Macht der Wölfe, Rowohlt-Theater-Verlag, UA Theater Heidelberg 2013
- Camp Cäsar, Rowohlt-Theater-Verlag, UA junges theater Basel, 2014
- Südstern, Kanon Verlag, Berlin 2023, ISBN 978-3-98568-094-8.

## Filmografie
- 2012: Westerland (Regie, Drehbuch), Edition Salzgeber